# Macrocera sinaitica
Macrocera sinaitica är en tvåvingeart som beskrevs av Chandler 1994. Macrocera sinaitica ingår i släktet Macrocera och familjen platthornsmyggor.
Artens utbredningsområde är Egypten. Inga underarter finns listade i Catalogue of Life.